# Геннадий (Андреевский)
Епископ Геннадий (в миру Григорий Андреевский; ?, Миргород — 1758, Новгород-Северский) — епископ Русской православной церкви, епископ Костромской и Галичский.

## Биография
Родился в Миргороде.
В 1736 году окончил Киевскую духовную академию; 6 июля 1737 года был назначен учителем Псковской славяно-греко-латинской школы.
В Псково-Печерском монастыре пострижен в монашество и вскоре рукоположен во иеромонаха. Затем назначен ректором славяно-греко-латинской школы в Пскове и возведён в сан игумена Великопустынского монастыря.
В 1746 году возведён в сан архимандрита и назначен настоятелем Псково-Печерского монастыря.
Был хиротонисан во епископа Костромского и Галичского 16 апреля 1753 года; Костромская и Галичская епархия до этого назначения оставалась без архиерея в течение трёх лет. «За перемещение архимандрита Андроника из Галичского Паисиева монастыря в Костромской Богоявленский, без ведома Святейшего Синода, и за поступки против того Андроника» 1 августа 1757 года был отрешён от епархии и определён на пребывание в Спасский Новгород-Северский монастырь, куда прибыл 5 октября.
О преосвященном Геннадии можно сказать словами надписи на его портрете, хранившемся в Новгород-Северском монастыре: «Сей православный епископ в греческом, немецком и латинском языках искусен, учительством философии и богословия славен бяше, за премногия добродетели на архиерейский престол возведен».
Скончался 28 апреля (9 мая) 1758 года. Чин погребения 2 мая совершил митрополит Киевский Арсений в Спасском Новгород-Северском монастыре.